# Elisabeth Szilágyi

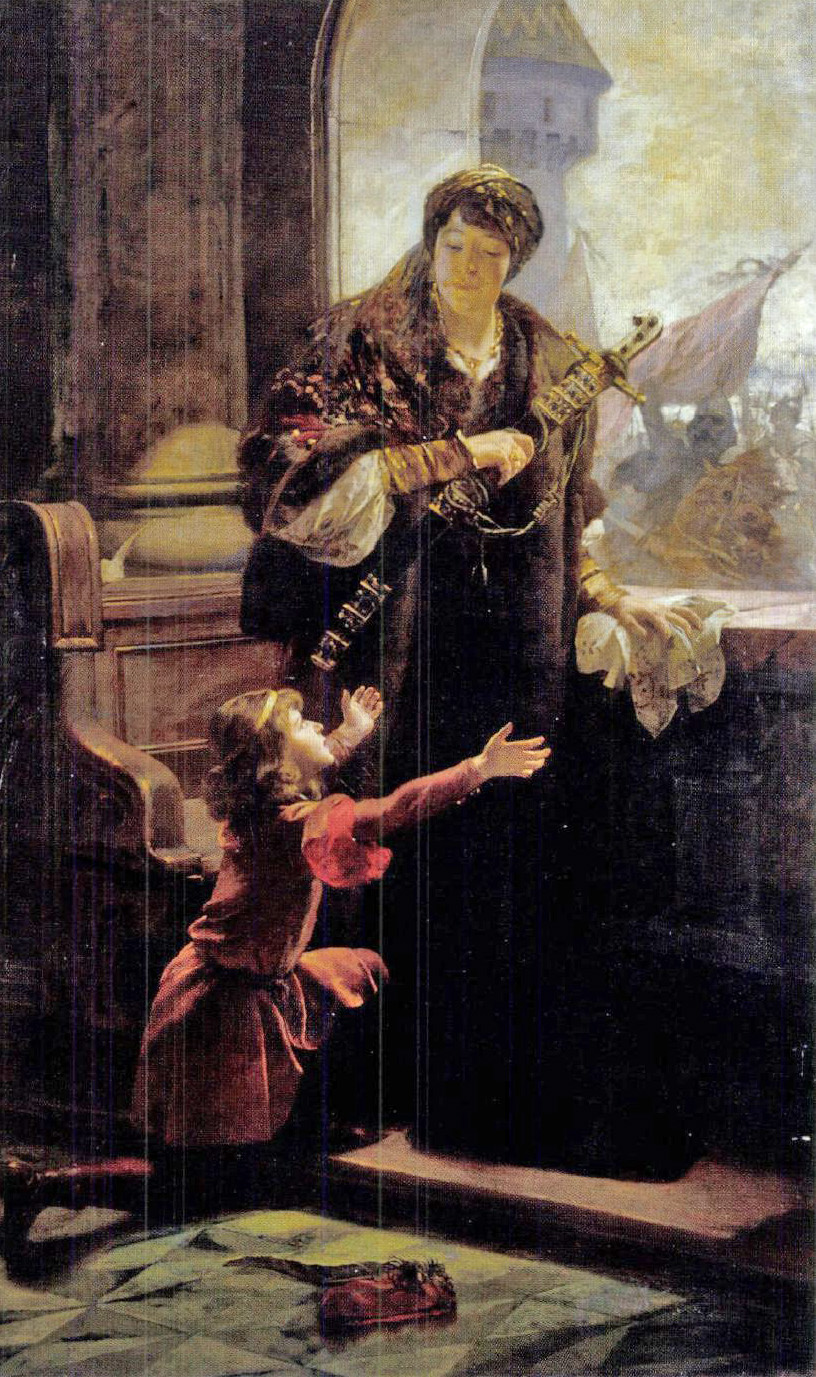
Elisabeth Szilágyi mit ihrem Sohn Matthias Corvinus (Historiengemälde des Malers Zsigmond Vajda aus dem Jahre 1890)

Elisabeth Szilágyi von Horogszeg (ung. Horogszegi Szilágyi Erzsébet, * um 1410, † nach dem 10. Juli 1483) war eine ungarische Adelige, die Ehefrau von Johann Hunyady und die Mutter von Matthias Corvinus, dem König von Ungarn.

## Leben
Elisabeth Szilágyi war die Tochter des Ladislaus Szilágyi, des Obergespans des Komitates Bács-Bodrog und dessen Ehefrau Katharina Bellyéni. Die Szilágyis waren im 15. Jahrhundert eine bedeutende – inzwischen ausgestorbene – ungarische Adelsfamilie die im Komitat Szilágy in Siebenbürgen ihren Stammsitz hatte. Elisabeth hatte fünf Geschwister, die Brüder Osvát, Ladislaus und Mihály, sowie die Schwestern Sophie und Ursula.
Obwohl Elisabeth Szilágyi zu den bedeutendsten Frauengestalten der ungarischen Historie gehört, gibt es über ihr Leben nur spärliche Angaben. Von Historikern wurde ihr in der Vergangenheit lediglich eine „historische Nebenrolle“ zugedacht. Bekannt ist nur, dass sie um das Jahr 1410 geboren wurde, selbst ihr Geburtsort is nicht bekannt. Historischen Quellen zufolge erhielt sie ihren Vornamen zu Ehren der Hl. Elisabeth, die ja aus dem Hause der Arpaden stammte. Über ihre Jugendzeit wissen wir so gut wie nichts. Bekannt ist nur, dass sie zwischen 1428 und 1430 (vermutlich) durch Vermittlung ihres älteren Bruders Michael Szilágyi mit dem damaligen berühmten Heeresführer und Kämpfer gegen die Türken, Johann Hunyadi verheiratet wurde. Aus dieser Ehe wurden zwei Söhne geboren:
1. Ladislaus Hunyadi (* 1431[4] auf der Burg Eisenmarkt (?), † (hingerichtet) 16. März 1457 in Ofen), Krieger, Kämpfer gegen die Türken und Staatsmann.
2. Matthias Corvinus (* 23. Februar 1443 in Klausenburg, Siebenbürgen, † 6. April 1490 in Wien) zwischen 1458 und 1490 Apostolischer König von Ungarn.

Als ihr Ehemann Johann Hunyadi 1446 zum Reichsverweser (Gubernator) Ungarns gewählt wurde, stieg Elisabeth zur ersten Frau („First Lady“) Ungarns auf. In dieser Zeit residierte sie auf der Burg Hunyadi (dt. 'Eisenmarkt') in Siebenbürgen, wo auch ihr älterer Sohn Ladislaus geboren wurde. In dieser Zeit wurde auch die Burg zu einem würdigen Rittersitz ausgebaut. In dieser Zeit verwaltete Elisabeth auch die drittgrößten Ländereien in damaligen Königreich Ungarn. Nach dem Tod ihres Mannes († 1456) wurde Elisabeth auch politisch tätig. Sie gelang zu der Ansicht das Ladislaus Posthumus, der auf Veranlassung seiner Mutter Elisabeth von Luxemburg, bereits als zweimonatiges Kleinkind am 15. Mai 1440 in der Basilika von Stuhlweißenburg mit der Stephanskrone zum König von Ungarn gekrönt wurde, regierungsunfähig war. Zwischen den Hunyadis und den Grafen von Cilli entwickelte sich ein Machtkampf um die Herrschaft im Lande. Graf Ulrich von Cilli  gehörte zu den engsten Ratgebern des jungen ungarischen Königs. Dieser Machtkampf führte wenige Monate später zur Ermordung Ulrichs von Cilli durch Ladislaus Hunyadi in Belgrad am 9. November 1456. Infolge der Ermordung des Ulrich von Cilli wurde der ältere Bruder Ladislaus hingerichtet und Matthias Corvinus in Prag festgesetzt. Der in Ungarn lebende Humanist und Historiker Antonio Bonfini berichtet, wie besorgt die Mutter um das Leben des Sohnes in der Gefangenschaft war. Sie engagierte einen besonderen Kurier, der in der Lage war innerhalb von sechs Stunden mit Nachrichten zu ihrem Sohn zu gelangen, berichtet Bonfini. Auch der Theologe und Schriftsteller Caspar Helth (ung. Heltai Gáspár) berichtet in seinem Werk Magyar krónika (dt. „Ungarische Chronik“) über die Ereignisse dieser Zeit.
Am 12. Juni 1458 traf Elisabeth - gemeinsam mit ihrem Bruder Mihály Szilágyi - nach dem Tode Ladislaus Posthumus mit dem damaligen Palatinus von Ungarn László Garai ein Abkommen, in dem die Freilassung ihres Sohnes Matthias aus der Prager Gefangenschaft vereinbart wurde. Es wurde verabredet, dass Matthias eine Tochter Garais heiratet und dadurch die Unterstützung der Garais erlangt. Diese Ehe kam jedoch nicht zustande, da der böhmische König Georg von Podiebrad Matthias nur unter der Bedingung freizulassen bereit war, wenn er dessen erst 9-jährige Tochter Katharina heiraten würde.

Das Wappen der Familie Szilágyi

Nach der Krönung von Matthias Corvinus am 29. März 1464 in der Basilika von Stuhlweißenburg zum König von Ungarn übernahm Elisabeth die Aufsicht über die Familiengüter. In dieser Zeit lebte sie überwiegend im Burgpalast von Ofen und erhielt den Titel „Königin Mutter“. Sie war auch karitativ tätig. Elisabeth war eine tiefgläubige Frau was an zahlreichen Stiftungen an die damalige katholische Kirche bezeugen. Jahre 1465 gründete sie in Vajdahunyad ein Franziskanerkloster. Zusammen mit ihrem Sohn Matthias, nachdem dieser zum König von Ungarn gewählt wurde, ließ sie ab etwa 1458 die Burg Hunyadi weiter ausbauen, der Matthiasflügel der Burg entstand der in jener Zeit in Renaissance Stil.
Im Jahre 1476 wurde der einzige leibliche, erst dreijährige Sohn des Königs, Johann Corvinus, in die Residenz des Königs gebracht, um ihm eine standesgemäße Erziehung zuteilwerden zu lassen. Um die Erziehung kümmerte sich überwiegend Elisabeth Szilágyi, als Großmutter, die das Kind sehr lieb gewann und deshalb auch unglaublich verwöhnte. Zu ihrer zweiten Schwiegertochter Beatrix von Aragon hatte Elisabeth kein gutes Verhältnis, vor allem  machte sie ihr ihre Unfruchtbarkeit zum Vorwurf. Da die Hoffnung auf einem legitimen Erben aussichtslos war entschloss sich Elisabeth ihr gesamtes Vermögen an Johann Corvinus zu vererben, was zu weiteren Spannungen mit ihrer Schwiegertochter führte. In einem im Jahre 1483 verfassten Testament setzte sie ihren Enkel Johann Corvinus als Generalerben ein. Und so wurde Johann Corvinus nach ihrem Tode und dem Tode des Königs im Jahre 1490 der reichste Magnat und größte Großgrundbesitzer in ganz Ungarn.
Elisabeth Szilágyi starb um das Jahr 1483 (bzw. 1484?), als Sterbeort wird die Stadt Tata angenommen. Der Überlieferung nach, soll sie in der Basilika von Stuhlweißenburg bestattet worden sein. Die Basilika von Stuhlweißenburg war auch die Grablege der frühen ungarischen Könige.

## Rezeption
Im Bewusstsein der heutigen Menschen ist Elisabeth Szilágyi in Ungarn auch heute noch präsent. Zahlreiche Schulen, Plätze und Straßen wurden in Ungarn und Siebenbürgen nach ihr benannt.
Auch in der Literatur, Musik und Kunst wurde die Person Elisabeth Szilágyis gewürdigt. Der ungarische Dichter János Arany widmete ihr die Ballade Mátyás anyja ("Die Mutter des Matthias"), die zu den beliebtesten poetischen Werken der ungarischen Literatur zählt. Auch in der von Ferenc Erkel im Jahre 1844 komponierten Oper Hunyadi László ("Ladislaus Hunyadi") spielt ihre Person eine wesentliche Rolle.